# Alliance démocratique (Afrique du Sud)
Pour les articles homonymes, voir Alliance démocratique.
L'Alliance démocratique (en anglais : Democratic Alliance et en afrikaans : Demokratiese Alliansie - DA) est un parti politique d'Afrique du Sud considéré, sur l'échiquier politique sud-africain, comme étant un parti centriste et libéral dont le principal adversaire est historiquement le Congrès national africain (ANC, au pouvoir depuis 1994).
Membre de l'Internationale libérale et de l'Alliance mondiale des démocrates, la DA a été fondée en 2000 à la suite de l'alliance de trois partis politiques, — le Parti démocratique (social-libéral), le Nouveau Parti national (conservateur) et l'Alliance fédérale (conservateur) — à laquelle s'est joint en août 2010, le parti des Démocrates indépendants. La DA détient au parlement le statut d'opposition officielle depuis 2004.

## Programme et courants internes
Issu à l'origine de partis tant libéraux que conservateurs, il existe au sein de l'Alliance démocratique (DA) plusieurs sensibilités politiques. Ainsi, si le parti est considéré globalement comme étant de centre-droit,, des aspects de son programme économique peuvent parfois le placer un peu plus au centre gauche. Prenant racine dans le progressisme, le libéralisme économique et la défense des droits des minorités, son idéologie a d'abord évolué vers un certain conservatisme sous la gestion de Tony Leon afin de capter les voix afrikaners, en particulier après la scission intervenue avec le Nouveau Parti national, avant de se libéraliser de nouveau avec Helen Zille.
Voulant fédérer une opposition plausible et la plus large à l'ANC, son programme défend notamment une vision libérale de l'économie au travers d'une économie sociale de marché permettant plus d'égalité, le respect des libertés individuelles et de la propriété privée ainsi qu'une démocratie irréprochable s'appuyant sur la primauté de la loi et de la constitution. En matière sociale elle prône un certain conservatisme social mélangeant des idées sociales (augmentation du revenu minimum, meilleur accès aux services publics) et des positions plus conservatrices notamment sur la criminalité ou les mœurs tempérées par des positions quelquefois plus progressistes.
À l'origine, deux courants principaux se partageaient la DA :
- les libéraux issus du DP
- les conservateurs issus du NP puis du NNP.

On note cependant que les courants internes se sont progressivement atténués après l'élection d'Helen Zille à la tête du parti et encore plus sensiblement après le ralliement en 2010 des Démocrates indépendants (centre-gauche).
En novembre 2009, Lindiwe Mazibuko, porte-parole du parti, devient la première femme noire de l'Alliance démocratique à accéder au poste de chef du groupe parlementaire de la DA, devenant ainsi le chef de l'opposition au parlement. Elle est élue à cette fonction au cours d'une élection interne contre le titulaire sortant Athol Trollip, un blanc anglophone. Elle devient alors la seule noire de l'équipe dirigeante de la DA alors que le groupe parlementaire qu'elle dirige ne comprend encore que 20 % de députés noirs.

## Historique

### Origines

Le premier emblème de l'Alliance démocratique (2000-2008) amalgame les couleurs et les symboles du Parti démocratique et ceux du Nouveau Parti national.

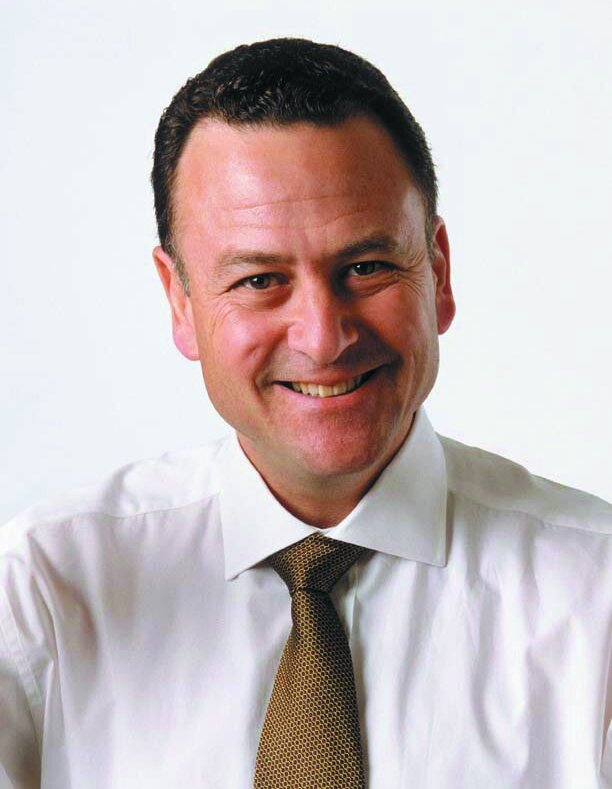
Tony Leon.

Les origines de la DA sont complexes et trouvent une origine lointaine à la fois dans le parti sud-africain (SAP) et dans le parti national.
Ce parti est né en 2000 à la suite de l'alliance entre le parti démocratique (DP) de Tony Leon avec le Nouveau Parti national (NNP) de Marthinus van Schalkwyk, rejoint ensuite par le groupuscule « Alliance fédérale » (Federal Alliance) de Louis Luyt.
Tony Leon en prit la présidence laissant la vice-présidence à Marthinus van Schalkwyk.
Cette alliance consolida le gouvernement d'union DP-NNP dans la province du Cap-Occidental. Elle permit surtout la victoire dans 18 municipalités en décembre 2000 notamment au Cap, Stellenbosch, Oudtshoorn, Mossel Bay ou George.

### Rupture avec le NNP
À l'automne 2001, le NNP se retire brutalement de la DA à la suite de controverses internes entre certains anciens membres du NNP et du DP. Le soutien notamment de Marthinus van Schalkwyk au maire du Cap, Peter Marais, pris dans un scandale politico-judiciaire, précipita cette rupture.
Le NNP noua alors une nouvelle alliance avec l'ANC, le parti au pouvoir du président Thabo Mbeki, entrainant un jeu de chaises musicales entre loyalistes de la DA et ceux du NNP.
La DA perdit à cette occasion 54 % des anciens membres du NNP ainsi que les contrôles de la province du Cap-Occidental et de plusieurs municipalités comme Le Cap, Stellensbosch et Oudsthoorn

### Opposition officielle
Aux élections générales du 14 avril 2004, la DA emporte 12,4 % des suffrages et 50 sièges confirmant sa place de deuxième parti d'Afrique du Sud alors que le NNP s'effondre à 1,7 % des suffrages.
Pendant cette période et notamment pendant la campagne électorale de 2004, Tony Léon attaque très violemment l'ANC sur ses carences en matière d'éducation, de santé et de criminalité. Il attaque également le président Thabo Mbeki sur les questions du respect des minorités (en particulier la communauté blanche et afrikaner). Caricaturé en roquet par le parti au pouvoir il essuie également des critiques de l'ANC lui reprochant d'avoir fait de la DA un parti « raciste » alors qu'elle-même tenait des propos ambigus sur les anglophones, les Indiens et les métis. Il se fait le porte-parole pendant son mandat d'un électorat blanc, conservateur, amer et inquiet.

#### DA sous la direction d'Helen Zille (2007-2015)

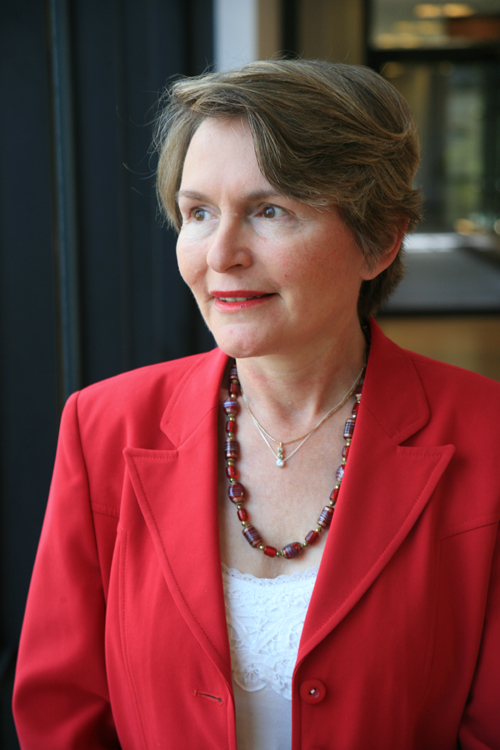
Helen Zille.

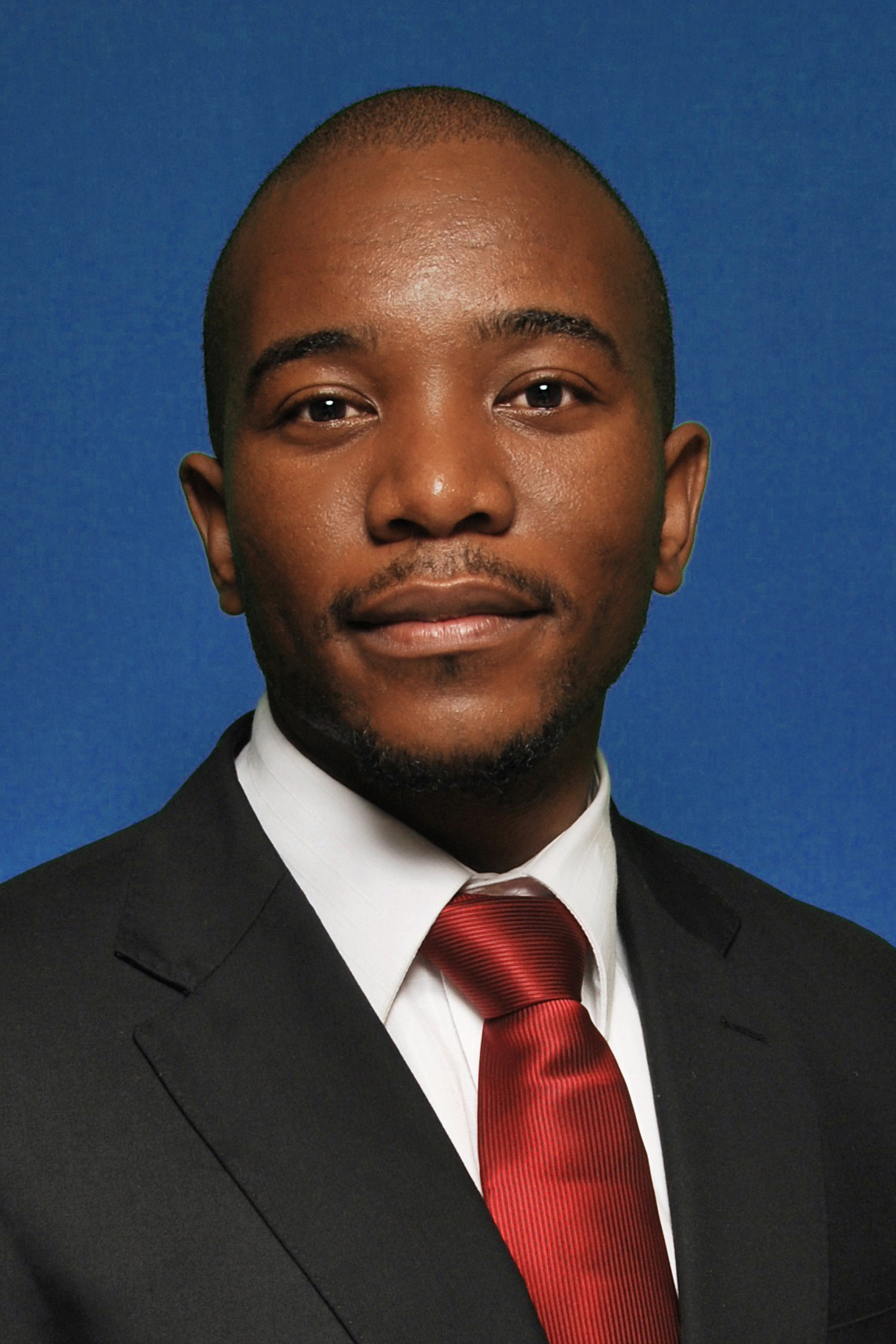
Mmusi Maimane.

En 2007, le parti entame une nouvelle ère avec l'annonce du retrait de la présidence de Tony Leon. Le 6 mai 2007, Helen Zille, maire du Cap, est élue par les militants de l'Alliance démocratique pour succéder à Tony Leon à la direction générale du parti. Elle l'emporte avec 786 voix contre 228 au chef de l'Alliance dans la province du Cap-Oriental, Athol Trollip et 65 voix à Joe Seremane, le secrétaire-général du parti. Au parlement, où Leon était le chef du groupe parlementaire de l'Alliance démocratique, il est remplacé par Sandra Botha, élue avec 30 voix contre 26 à Tertius Delport.
L'élection d'Helen Zille suscite l'espoir parmi les membres de la DA, lesquels veulent se débarrasser de l'image, connotée blanche, dont souffre le parti. L'intéressée fait savoir que les militants de la DA devraient apprendre une ou plusieurs des onze langues officielles que compte l'Afrique du Sud pour « jeter de nouveaux ponts » avec l'électorat noir. Celui-ci fait d'ailleurs assez nettement la différence entre Helen Zille, qui parle couramment le xhosa, et le reste du parti.
Le 15 août 2010, le parti des Démocrates indépendants, un petit mouvement politique de centre gauche, dirigé par Patricia de Lille, annonce sa fusion avec la DA en prélude à sa propre dissolution. L’accord vise à unir l'opposition pour les élections locales de 2011 et pour les élections nationales de 2014.
C'est dans cette optique que le parti affiche un volontarisme pour « franchir la barrière raciale » et convaincre un nombre croissant d'électeurs noirs. Ce volontarisme s'articule autour de trois axes prioritaires : le renouvellement des cadres du parti, la pénétration dans les terres électorales de l'ANC, et la bonne gestion gouvernementale. Celle-ci semble avoir déjà porté ses fruits puisque, alors que le chômage augmentait en 2010 dans toutes les provinces sud-africaines, il reculait au Cap-Occidental, la seule province gérée par l'opposition. Par ailleurs la très bonne gestion financière de la ville du Cap (la dette a été réduite d'un milliard de rand un an après l'arrivée de la DA au pouvoir), la hausse de 12 % du PIB de la ville entre 2005 et 2008, et le meilleur réseau de services publics au sein des municipalités métropolitaines d'Afrique du Sud (augmentation de 15 % du budget consacré aux services publics, construction de 7 000 logements en moyenne en 2008 contre 3 000 en 2002), ont convaincu certains électeurs noirs de se détourner de l'ANC pour aller vers la DA. En mai 2010, au Cap, l'Alliance démocratique remporte deux sièges sur l'ANC dans des circonscriptions essentiellement noires. Dans la circonscription de Gugulethu-Heideveld, elle remporte 60,3 % des voix (alors qu'elle n'en avait eu que 26 % en 2006) contre 37,7 % à l'ANC (53 % en 2006). Dans la circonscription de Grabouw, la DA remporte 48 % des suffrages (contre 9 % en 2006). Ces deux sièges s'ajoutent alors à 6 autres sièges remportés en un an par la DA sur l'ANC, qui détenait auparavant ces sièges depuis 1994. Le volontarisme de l'Alliance démocratique semble commencer à porter ses fruits puisque lors des élections municipales de 2011 elle obtient 24 % des voix et multiplie par cinq son score chez l'électorat noir notamment dans la province du Gauteng. Helen Zille déclare à ce sujet : « Seuls 8 % des électeurs inscrits sont blancs. Faites le calcul, les Blancs ne sont pas les seuls à avoir voté pour la DA », avant d'ajouter : « Nous avons gagné, pour la première fois, des circonscriptions 100 % noires, et c'est le tournant que je voulais ».

#### DA sous la direction de Mmusi Maimane (2015-2019)
Lors du congrès du parti en mai 2015 à Port Elizabeth, les membres de la DA élisent Mmusi Maimane, le chef du groupe parlementaire de la DA à l'Assemblée nationale, comme nouveau leader. Âgé de 34 ans, Maimane devient le premier noir à prendre la tête du parti jusque-là encore qualifié de parti blanc par l'ANC. Au sein de la nouvelle direction, il est secondé par Athol Trollip.
L'homme d'affaires Herman Mashaba, élu maire de Johannesburg en 2016, quitte le parti en octobre 2019, affirmant : « Je ne peux plus m’accommoder d’un groupe de gens qui pensent que la race n’est pas un critère pertinent dans le débat sur les inégalités et la pauvreté en Afrique du Sud ». En outre, « L’élection récente de Zille à la tête du conseil fédéral [une des instances dirigeantes du parti] constitue une victoire pour des gens qui, au sein de la DA, défendent des positions diamétralement opposées à mes valeurs », a dit M. Mashaba. L'ancienne dirigeante du parti, Helen Zille, mène depuis des mois une fronde contre son successeur Mmusi Maimane..
Fortement contesté à l'intérieur de son parti, Mmusi Maimane démissionne le 24 octobre 2019, dénonçant une « campagne de dénigrement », de « diffamation » et des « comportements de lâches ». Il est remplacé par John Steenhuisen.

#### DA sous la direction de John Steenhuisen
Après avoir assuré l'intérim durant presque une année, John Steenhuisen devient officiellement le nouveau chef du parti le 1er novembre 2020. Le 2 avril 2023, l’Alliance démocratique, le parti reconduit John Steenhuisen dans ses fonctions de président du parti.
À l'issue des élections générales de 2024, l'ANC n'ayant pas obtenu la majorité parlementaire, l'Alliance démocratique forme avec lui un gouvernement d'union nationale, participant ainsi pour la première fois au pouvoir.

## Sociologie électorale

Carte montrant le score réalise par la DA aux élections de 2009 :
0–20 %
20 %–40 %
40 %–60 %
60 %–80 %
80 %–100 %

Les élections générales sud-africaines de 2009 font entrer l'Alliance démocratique dans une nouvelle phase puisque le parti d'Helen Zille récolte 16,66 % des suffrages au niveau national (67 sièges et 1 million de voix supplémentaires) et remporte la province du Cap-Occidental avec 51 % des votes. Dans le même temps le Congrès du peuple (COPE), dissident de l'ANC, atteint difficilement les 7,5 %. Conservant son statut d'opposition officielle, la DA subit une certaine mutation de ses votes. Ainsi, aux voix traditionnelles des électeurs blancs (10 % de la population) se sont ajoutées celles de l'électorat couloured (remportées par le NP en 1994), lui permettant de reprendre à l'ANC le Cap occidental. De ce fait, elle a également doublé son score chez l'électorat noir du Cap, qui malgré tout, reste encore très faible.
On peut ajouter qu'à la différence des élections précédentes, la DA a réussi à capter une partie du vote populaire notamment chez les métis.
Sa victoire contre l'ANC dans la province du Cap-Occidental est importante pour le parti d'Helen Zille car elle permet à l'opposition de contrôler de nouveau un exécutif provincial, en l'occurrence celui de la troisième province quant au PIB et la plus riche quant au revenu par habitant. Helen Zille devrait en faire un laboratoire de sa politique et essayer de démontrer les compétences de l'opposition en matière de gestion provinciale. En passant de 46 % à 31 % des suffrages, sans compter les 10 % qu'avait récolté son allié du NNP en 2004, l'affaiblissement de l'ANC est encore plus sensible au Cap occidental qu'au niveau national. Parallèlement, la DA passe de 27 % a 51,5 %, récupérant les électeurs de l'ex-NNP, des déçus de l'ANC et quelques autres petits partis. Bien que disposant de la majorité absolue des sièges au parlement provincial, la DA pourrait néanmoins passer une alliance avec le Congrès du peuple (COPE) pour gérer la région.
Par ailleurs, si la DA perd son statut d'opposition officielle au profit du COPE dans 4 des 9 provinces (l'État libre, le Cap-Oriental, le Limpopo et le Cap-Nord) en plus du KwaZulu-Natal où l'Inkhata zoulou la devance, elle améliore partout ses scores de 2004. Elle obtient un peu plus de 22,5 % dans la riche province du Gauteng (moyenne nationale 16,7 %), élargissant là-aussi sa base électorale blanche aux métis et aux asiatiques.
D'une manière générale, si la DA réussit à faire de bon score dans les centres urbains (autrefois réservés aux blancs) et les régions urbanisées, elle pâtit du vote des populations des townships, acquis essentiellement à l'ANC, ainsi que dans les campagnes et les régions isolées comme celles du nord, relativement peuplées.
La DA était à l'origine décrit, notamment par ses opposants, comme étant le parti des Sud-Africains blancs. Lors des élections générales de 2014, elle a obtenu 22,23 % des voix et 89 députés (contre 50 en 2004), accentuant sa base électorale multiraciale (la population blanche ne représentant que 9,4 % des habitants du pays). Grâce en particulier au vote de la population des Coloureds, la DA est le premier parti de la province du Cap-Occidental où elle a obtenu 59,38 % des suffrages (2014). Une étude réalisée à la veille de ces élections montre que l'électorat de la DA est composé de 50 % de Blancs, 27 % de Coloureds, 20 % de Noirs et 3 % d'Indiens, ce qui en fait le parti le plus multiracial du pays. Selon cette même étude, 50 % de l'électorat de la DA a pour langue maternelle l'afrikaans, 32 % l'anglais, 6 % le sotho du Sud, 3 % le sotho du Nord, 3 % le zoulou, 3 % le xhosa, 2 % le tswana et 1 % le tsonga.

## Résultats électoraux

### Élections nationales
| Élection | Chef de parti    | Voix      | %     | Rang | Sièges | Gouvernement  |
| -------- | ---------------- | --------- | ----- | ---- | ------ | ------------- |
| 2004     | Tony Leon        | 1 931 201 | 12,37 | 2e   | 50/400 | Opposition    |
| 2009     | Helen Zille      | 2 945 829 | 16,66 | 2e   | 67/400 | Opposition    |
| 2014     | Helen Zille      | 4 091 584 | 22,23 | 2e   | 89/400 | Opposition    |
| 2019     | Mmusi Maimane    | 3 621 188 | 20,77 | 2e   | 84/400 | Opposition    |
| 2024     | John Steenhuisen | 3 505 735 | 21,81 | 2e   | 87/400 | Ramaphosa III |

Lors des élections nationales de 2009, l'Alliance démocratique obtient pour la première fois un résultat proche des scores réalisés en 1994 par le vote cumulé du DP et du NP. Pour le DP, qui ne réalisait que 1,7 % des voix en 1994, la progression est spectaculaire. Pour le NP, dont l'électorat en 1994 comprenait la quasi-totalité des voix des blancs d'Afrique du Sud (à l'exception d'une minorité, issue de l'ancien parti conservateur d'Afrique du Sud, ralliée au Front de la liberté), c'est un désaveu vis-à-vis de la stratégie d'alliance avec l'ANC, suivie par Marthinus van Schalkwyk.
Cette évolution est notamment due à la gestion du parti démocratique par ses dirigeants, à son opposition intransigeante à l'ANC, ayant abouti à élargir sa base électorale en ralliant les suffrages conservateurs des anciens électeurs du Parti national mais aussi ceux des métis et des indiens.

### Assemblées provinciales
| Année | Cap-Oriental | État libre d'Orange | Gauteng | KwaZulu-Natal | Limpopo | Nord-Ouest | Mpumalanga | Cap-Nord | Cap-Occidental |
| ----- | ------------ | ------------------- | ------- | ------------- | ------- | ---------- | ---------- | -------- | -------------- |
| 2004  | 5 / 63       | 3 / 30              | 15 / 73 | 7 / 80        | 2 / 49  | 2 / 33     | 2 / 30     | 3 / 30   | 12 / 42        |
| 2009  | 6 / 63       | 3 / 30              | 16 / 73 | 7 / 80        | 2 / 49  | 2 / 33     | 2 / 30     | 4 / 30   | 22 / 42        |
| 2014  | 10 / 63      | 5 / 30              | 23 / 73 | 10 / 80       | 3 / 49  | 4 / 33     | 3 / 30     | 7 / 30   | 26 / 42        |
| 2019  | 10 / 63      | 6 / 30              | 20 / 73 | 11 / 80       | 3 / 49  | 4 / 33     | 3 / 30     | 8 / 30   | 24 / 42        |
| 2024  | 11 / 72      | 7 / 30              | 22 / 80 | 11 / 80       | 4 / 64  | 5 / 38     | 6 / 51     | 7 / 30   | 24 / 42        |

### Élections municipales
| Élection | Voix      | Part  | Sièges | Chefs nationaux | Observations |
| -------- | --------- | ----- | ------ | --------------- | --- |
| 2006     | 3 888 780 | 14,8  |        | Helen Zille     | La DA remporte la métropole du Cap (42 %).                                                                                   |
| 2011     | 6 393 886 | 23,9  |        | Helen Zille     | La DA remporte la métropole du Cap (61,09 %).                                                                                |
| 2016     | 8 033 502 | 26,89 |        | Mmusi Maimane   | La DA conserve le Cap, remporte la municipalité de Tshwane (Pretoria) et la métropole de Nelson Mandela Bay (Port Elizabeth) |

À l'issue des élections municipales de 2011, la DA effectue une percée remarquée, passant de 14,8 % à 23,9 % au niveau national. Par ailleurs, elle augmente sensiblement son score auprès de l'électorat noir et devient la formation politique la plus multiraciale d'Afrique du Sud avec environ un peu moins de la moitié de ses soutiens venant de l'électorat blanc, 20 % de l'électorat noir et d'environ un tiers de l'électorat coloured.
En 2016 la DA voit le nombre de votes en sa faveur augmenter de plus de 1,6 million aux élections municipales et son pourcentage passer de 23,9 % à près de 26,8 %.

## Municipalités gérées par la DA et ses alliés

Résultats des élections en 2016 par municipalité :
majorité absolue de l'ANC
majorité relative de l'ANC
majorité absolue de l'alliance démocratique (DA)
majorité relative de DA
majorité absolue du Parti Inkatha de la liberté
majorité relative de l'Inkatha
majorité relative de l'ICOSA
ANC et DA sans majorité
ANC et Inkatha sans majorité

- Cap-Occidental :
  - District de Cape Winelands
  - District municipal de la route des jardins
  - District de l'Overberg
  - District de West Coast
  - Métropole du Cap
  - Bergrivier (Piketberg)
  - Breede Valley (Worcester )
  - Cape Agulhas
  - Cederberg (en partenaire minoritaire d'une coalition)
  - Drakenstein (Paarl)
  - George
  - Hessequa (Riversdale)
  - Langeberg (Robertson)
  - Matzikama
  - Mossel Bay
  - Overstrand (Hermanus)
  - Prince Albert
  - Saldanha Bay
  - Stellenbosch
  - Swartland (Malmesbury),
  - Swellendam
  - Witzenberg (Ceres)
- Gauteng :
  - Midvaal
- Cap-Oriental :
  - Kouga (Jeffreys Bay, Humansdorp)
- Cap-Nord :
  - Nama-Khoi (Springbok) (en coalition égalitaire avec NCM)
  - ǃKheis
- KwaZulu-Natal :
  - Umngeni (Howick)
- État libre :
  - District de Fezile Dabi
  - Mangaung (DA en tant que partenaire)
  - Metsimaholo[21],[22]

La DA est également un partenaire minoritaire au sein de la coalition municipale dirigée par le Parti Inkatha de la liberté à uMhlathuze (Richards Bay)au KwaZulu-Natal.

### Municipalités anciennement contrôlées par la DA ou ses alliés
- Cap-Occidental :
  - Bitou (Plettenberg Bay)
  - Beaufort West (2016-2018)
  - Kannaland
  - Knysna
  - Laingsburg (2016-2018)
  - Oudtshoorn
  - Theewaterskloof (Caledon)
- Cap-Oriental :

Vainqueur par circonscriptions sectorielles (wards) aux élections municipales de 2011.

  - Métropole Nelson Mandela Bay (Port Elizabeth)
  - Baviaans de 2000 à 2002 et de 2006 à 2016 (municipalité fusionnée avec deux autres municipalités voisines en 2016)
  - Dr Beyers Naudé (Graaff-Reinet)
- Cap-Nord :
  - Hantam (Calvinia) de 2011 à 2016
  - Karoo Hoogland de 2011 à 2016 (maire issu du Congrès du peuple)
  - Ubuntu
  - Kgatelopele [23]
  - Thembelihle (de décembre 2011 à 2016)
- Gauteng :
  - Tshwane (Pretoria)
  - District de West Rand
  - Ekurhuleni
  - Johannesburg
  - Mogale City (Krugersdorp)
- Limpopo
  - Lephalale
  - Mookgophong/Modimolle
  - Thabazimbi

- Nord-Ouest
  - Tlokwe (Potchefstroom) de novembre 2012 à février 2013

## Dirigeants

### Chefs
| Nom              | Nom              | Dates                                                                     |
| ---------------- | ---------------- | ------------------------------------------------------------------------- |
| Hellen Zille     | Tony Leon        | De décembre 2000 à mai 2007                                               |
| Hellen Zille     | Helen Zille      | De mai 2007 à mai 2015                                                    |
| Mmusi Maimane    | Mmusi Maimane    | De mai 2015 au 23 octobre 2019                                            |
| John Steenhuisen | John Steenhuisen | Intérim du 27 octobre 2019 au 31 octobre 2020 Depuis le 1er novembre 2020 |

### Autres personnalités
- Tony Leon, ancien chef de la DA (ancien DP).
- Joe Seremane, secrétaire général (ancien ANC et ancien DP).
- Helen Zille, ancien maire du Cap et première ministre du Cap-Occidental depuis le 6 mai 2009 (ancien DP).
- Sandra Botha, ancien chef du groupe parlementaire de 2007 à 2009 (ancien DP).
- Kraai van Niekerk, ancien ministre de l'agriculture de 1990 à 1996 (ancien NP).
- Hernus Kriel, ancien ministre de la loi et l'ordre et ancien premier ministre du Cap-Occidental (ancien NP).
- Inus Aucamp, ancien chef du Nouveau Parti national de l'état libre.
- Sheila Camerer (ancien NNP).
- Wilhelm le Roux, ancien chef du NNP dans le Cap-Oriental.
- Dan Plato, maire du Cap (ancien NP).
- Anchen Dreyer, ancienne présidente du caucus de l'Alliance démocratique à l'Assemblée nationale.
- Zakhele Mbhele, député noir, ouvertement gay et ministre fantôme de la police

### Chefs provinciaux de la DA

#### Cap-Nord
| Nom | Nom                | Nom         | Mandat      |
| --- | ------------------ | ----------- | ----------- |
|     | Pieter Saaiman     |             | 2000-2001   |
|     | Herholdt Robertson |             | 2002-2007   |
|     | Chris Liebenberg   |             | 2007-2009   |
|     | Andrew Louw        | Andrew Louw | 2010 - 2020 |
|     | Harold McGluwa     |             | Depuis 2020 |

#### Cap Occidental
| Nom | Nom                         | Nom                   | Mandat            |
| --- | --------------------------- | --------------------- | ----------------- |
|     | Gerald Morkel               |                       | 2000-2002         |
|     | Theuns Botha                | Theuns Botha          | 2002-2012         |
|     | Ivan Meyer                  | Ivan Meyer            | 2012-2015         |
|     | Patricia de Lille           | Patricia de Lille     | 2015-2017         |
|     | Bonginkosi Madikizela       | Bonginkosi Madikizela | 2017-2021         |
|     | Albert Theo Fritz (interim) | Albert Fritz          | 2021-2022         |
|     | Tertuis Simmers             |                       | Depuis avril 2022 |

#### Cap Oriental
| Nom | Nom           | Nom           | Mandat               |
| --- | ------------- | ------------- | -------------------- |
|     | Eddie Trent   |               | 2000-2002            |
|     | Athol Trollip | Athol Trollip | 2002-2017            |
|     | Nqaba Bhanga  | Nqaba Bhanga  | Depuis le 6 mai 2017 |

#### État-Libre
| Nom | Nom             | Nom             | Mandat      |
| --- | --------------- | --------------- | ----------- |
|     | Andries Botha   |                 | 2000-2006   |
|     | Roy Jankielsohn |                 | 2006-2012   |
|     | Patricia Kopane | Patricia Kopane | 2012 - 2020 |
|     | Roy Jankielsohn |                 | depuis 2020 |

#### Gauteng
| Nom | Nom             | Nom            | Mandat                     |
| --- | --------------- | -------------- | -------------------------- |
|     | Ian O. Davidson | Ian Davidson   | 2000-2007                  |
|     | John Moodey     |                | 2007-2010                  |
|     | Janet Semple    | Janet Semple   | 2010-2012                  |
|     | John Moodey     |                | 2012-2020                  |
|     | Solly Msimanga  | Solly Msimanga | depuis le 2 septembre 2020 |

#### KwaZulu-Natal
| Nom | Nom              | Nom              | Mandat           |
| --- | ---------------- | ---------------- | ---------------- |
|     | Roger Burrows    |                  | 2000-2006        |
|     | Mike Ellis       | Mike Ellis       | 2006-2009        |
|     | John Steenhuisen | John Steenhuisen | 2009-2010        |
|     | Sizwe Mchunu     |                  | 2010-2015        |
|     | Zwakele Mncwango |                  | 2015-2021        |
|     | Francois Rodgers |                  | Depuis mars 2021 |

#### Limpopo
| Nom | Nom                                           | Nom                  | Mandat      |
| --- | --------------------------------------------- | -------------------- | ----------- |
|     | Burger ''Tjol'' Lategan et Michael G. Holford |                      | 2000-2002   |
|     | Michael G. Holford                            |                      | 2002-2008   |
|     | Desiree van der Walt                          | Desiree van der Walt | 2008-2012   |
|     | Jacques Smalle                                | Jacques Smalle       | depuis 2012 |

#### Mpumalanga
| Nom | Nom               | Nom           | Mandat                |
| --- | ----------------- | ------------- | --------------------- |
|     | Clive Hatch       |               | 2000-2007             |
|     | Anthony Benadie   |               | 2007-2015             |
|     | James Masango     | James Masango | 2015-2018             |
|     | Jane Sithole (en) | Jane Sithole  | depuis le 3 mars 2018 |

#### Nord-Ouest
| Nom | Nom            | Nom | Mandat      |
| --- | -------------- | --- | ----------- |
|     | Chris Hattingh |     | 2000-2015   |
|     | Joe McGluwa    |     | 2015-2020   |
|     | Leon Basson    |     | depuis 2020 |